# Calotomus
Calotomus is een geslacht van straalvinnige vissen uit de familie van papegaaivissen (Scaridae). Het geslacht is voor het eerst wetenschappelijk beschreven in 1890 door Gilbert.

## Soorten
De volgende soorten zijn bij het geslacht ingedeeld:
- Calotomus carolinus (Valenciennes, 1840)
- Calotomus japonicus (Valenciennes, 1840)
- Calotomus spinidens (Quoy en Gaimard, 1824)
- Calotomus viridescens (Rüppell, 1835)
- Calotomus zonarchus (Jenkins, 1903)